# Hugues II de Campdavaine
 (octobre 2021).
Si vous disposez d'ouvrages ou d'articles de référence ou si vous connaissez des sites web de qualité traitant du thème abordé ici, merci de compléter l'article en donnant les références utiles à sa vérifiabilité et en les liant à la section « Notes et références ».
Pour les articles homonymes, voir Hugues II.
Hugues II de Campdavaine ou Campdavesne, décédé peut-être en 1120 ou 1130, est comte de Saint-Pol de 1083 à 1118, après avoir succédé à son frère Guy, mort sans postérité.
Il est le fils de Hugues Ier et de Clémence.
Le 25 novembre 1078, le pape Grégoire VII qualifie les trois fils de Hugues Ier, Guy, Hugues et Eustache, comtes de Saint-Pol.

## Biographie
Ayant accompagné, en 1096, Robert de Normandie à la première croisade avec son fils Enguerrand, il se distingue au siège d'Antioche et est parmi les premiers à monter à l'assaut de Jérusalem. Il perd son fils, qui est tué devant Marah en Syrie. Ils sont des héros de la chanson de geste d'Antioche.
À son retour, il prend les armes pour Baudouin de Hainaut, contre Robert de Flandre.
Il a ensuite à combattre le successeur de celui-ci, Baudouin à la Hache qui, en 1115, lui prend le château d'Encre, qu'il donne à son cousin Charles, et en 1117, c'est le château de Saint-Pol qui lui est enlevé. Mais peu de temps après, ce dernier lui est rendu à la requête du comte de Boulogne.
Après la mort de Baudouin à la Hache, Hugues s'engage dans la ligue formée par Clémence, veuve de Robert, pour exclure Charles du comté et y mettre à sa tête Guillaume d'Ypres. Charles triomphe de tous les confédérés, puis, étant entré dans le comté de Saint-Pol, il en rase toutes les forteresses et contraint le souverain à lui demander la paix, qu'il lui accorde à condition qu'il rejoigne la mouvance de la Flandre, dont ses prédécesseurs s'étaient affranchis.

## Famille et descendance
Sa première épouse est Élisende de Ponthieu, fille d'Enguerrand et d'Adèle de Normandie. Il l'épousa avant 1091 et eut pour enfants :
- Enguerrand, mort à la première croisade ;
- Hugues III, qui lui succède ;
- Béatrix, devenue héritière du comté d'Amiens, qu'elle reporte dans la maison de Boves en épousant le second fils de Thomas de Marle, Robert Ier.

Selon l’historien Charles du Cange, Hugues épousa en secondes noces Marguerite de Clermont-Beauvaisis, veuve de Charles, dont il eut :
- Raoul ;
- Guy.

Marguerite épousa ensuite Baudouin d'Encre dont elle eut une fille qui fut mère de Gautier, seigneur d'Heilli, selon un généalogiste du temps de Philippe Auguste.
Selon d'autres historiens, elle se serait unie avec Thierry d'Alsace.

## Pour approfondir